# Ankolé
L'Ankolé, appelé aussi Nkoré ou Nkolé, est l'un des cinq royaumes traditionnels de l'Ouganda. Il est situé dans le sud-ouest ougandais, à l'est du Lac Albert. Il est actuellement dirigé par le monarque Mugabe ou Omugabe de Nkoré (Rutashijuka Ntare VI, depuis 1993). En Afrique orientale, une race bovine est également appelée Ankolé.

## Histoire
Le royaume a été officiellement aboli en 1967 par le gouvernement du Président Milton Obote. Contrairement aux autres royaumes tels que le Bouganda, il n'a pas été officiellement restauré. La population de l'Ankolé est appelée Banyankolé. La langue parlée est le runyankole, une langue bantoue.